# Automotrice SJ Y1
Le automotrici SJ Y1 sono una serie di rotabili automotori delle Ferrovie Svedesi costruiti dalla Fiat Ferroviaria sulla base del progetto delle automotrici italiane ALn 668.

## Storia
All'inizio degli anni settanta le Ferrovie di Stato della Svezia bandirono un concorso per la fornitura di 100 automotrici da immettere nel proprio parco rotabili. Allo scopo di valutare le prestazioni dei rotabili offerti dalla MaK tedesca e dalla Fiat Ferroviaria Savigliano venne effettuato un lungo ciclo di prove sul difficile campo nordico. Nel 1975 la Fiat inviò due unità della serie 668.1800 attrezzate con trasmissione e cambio idraulico OM e l'anno successivo una 668.1900 con cambio meccanico. In seguito alle prove il progetto venne approntato con tutte le opportune modifiche portando alla definitiva approvazione e alla fornitura delle unità definitive la cui prima, la 1267, è stata consegnata nel 1979.
Trenta unità sono state costruite nelle officine di Kalmar su licenza Fiat, anche in versione YF1 con compartimento bagagli. 

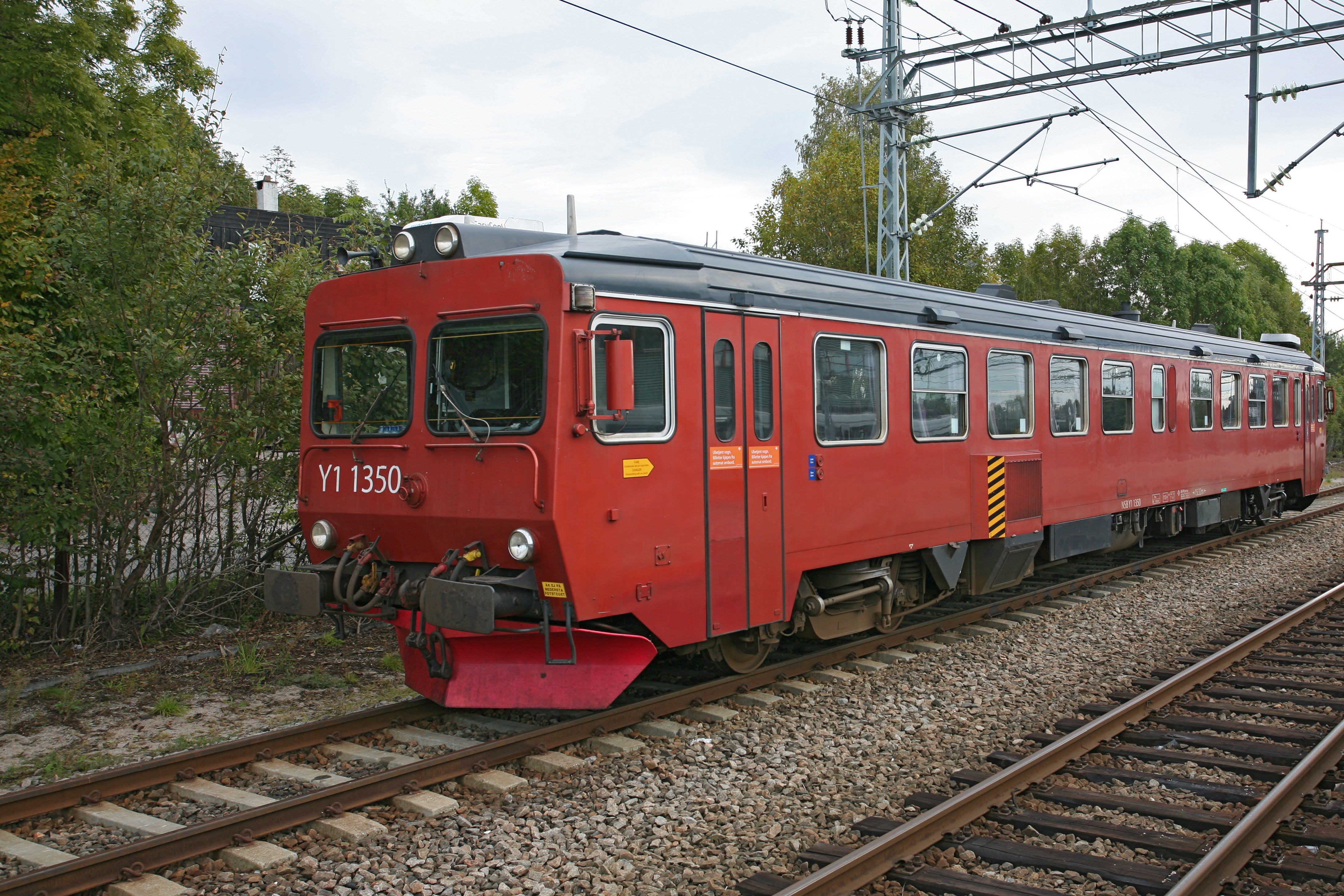
In evidenza la presa d'aria alta aggiunta per evitare l'inconveniente dell'accumulo di neve sui radiatori

L'impiego delle automotrici è stato esteso progressivamente a tutta la rete meridionale delle SJ tra Nässjö, Malmö e Kalmar, alla dorsale interna tra Kristinehamn e Östersund, Gällivare e diramazioni anche oltre il Circolo polare artico con risultati apprezzabili in termini di affidabilità. Gli unici problemi riscontrati nell'esercizio hanno riguardato l'accumulo di polline sui radiatori nella stagione primaverile e di neve negli inverni più rigidi che hanno comportato lo spostamento e la creazione di protezioni opportune.
Sostituite in parte da automotrici più moderne, un certo numero di unità sono state cedute alle ferrovie della Croazia, del Kosovo, norvegesi e serbe.

## Caratteristiche
Pur essendo impostate di massima sul modello 668 italiano, le automotrici per la Svezia hanno avuto molte modifiche in sede costruttiva. Le cabine di guida sono state costruite con nuovo disegno e prive di intercomunicanti, quindi più confortevoli oltre che più gradevoli esteticamente. La cassa autoportante è elettrosaldata, con imperiale in lamiere nervate longitudinali per aumentarne la rigidità strutturale. Il comparto viaggiatori, ben curato in termini di comfort, è a salone unico con ritirata a ciclo chiuso al centro e porte di accesso alle due estremità apribili a scorrimento esterno.

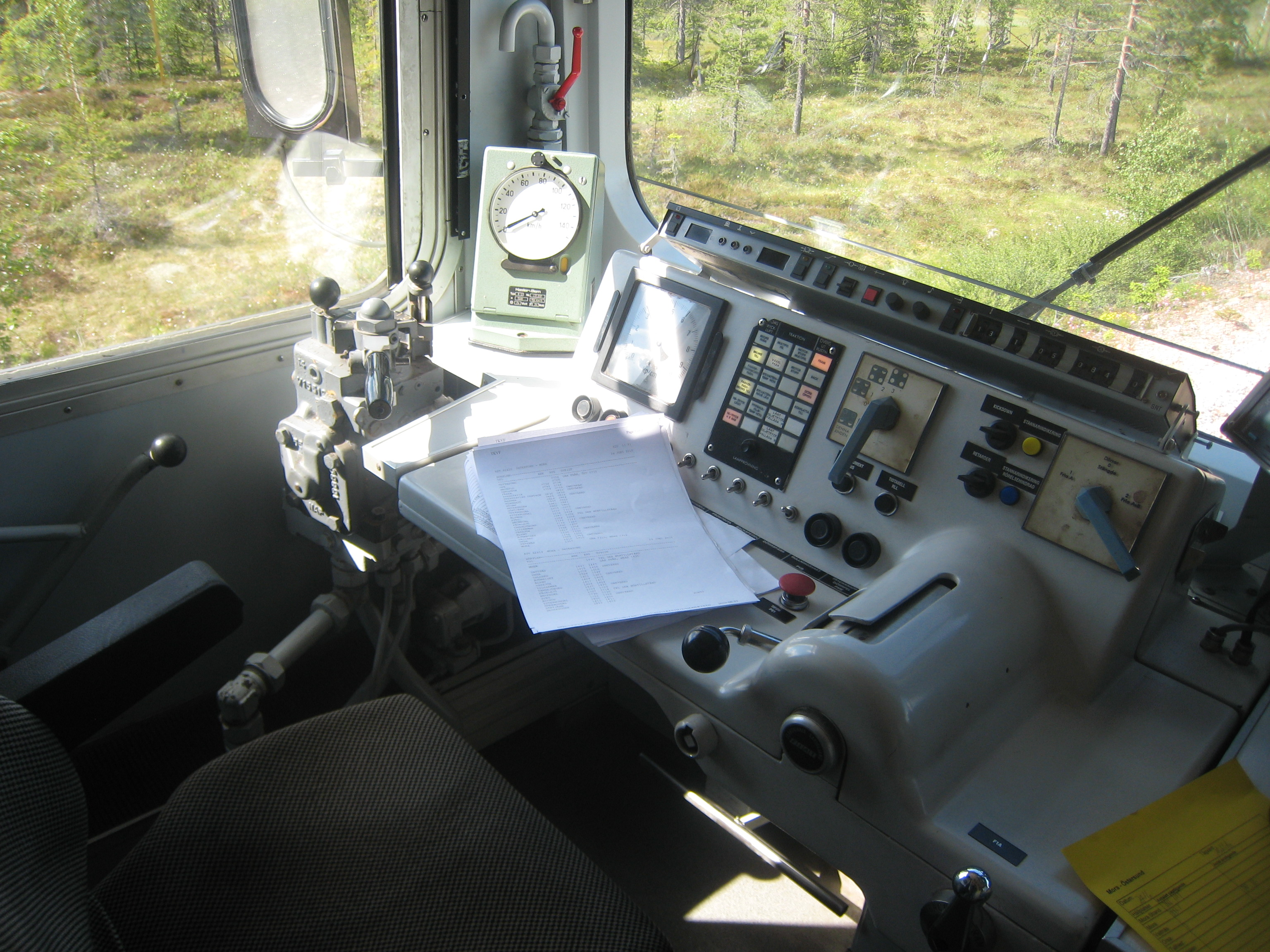
Banco di guida: al centro il manipolatore integrato di marcia, sulla sinistra il comando del freno

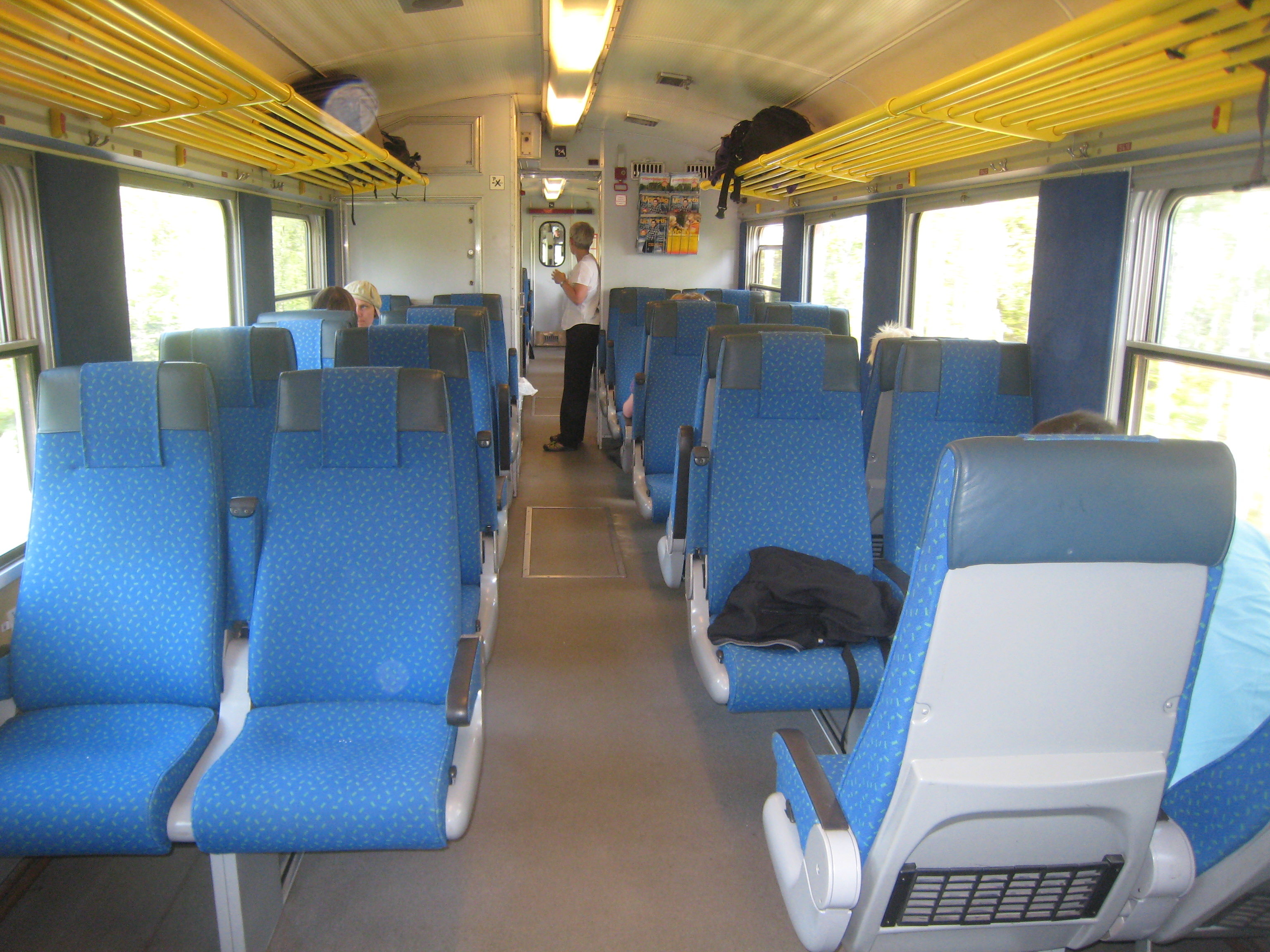
Gli interni con sedili in parte a correre, in parte fronte a fronte

La meccanica comprende due propulsori Iveco 8217.12.150, ossia motori Diesel aspirati, a 6 cilindri con iniezione diretta, dalla potenza nominale di 225 CV ciascuno, due cambi idraulici OM che comandano l'asse interno di ogni carrello mediante un ponte invertitore di marcia. I carrelli sono del tipo a doppio collo di cigno, derivati dal modello montato di serie sulle 668 dalla 1800 in poi, caratterizzati da facilità di manutenzione e ottima tenuta.
Il banco di guida è stato razionalizzato in quanto il servizio ferroviario viene svolto in Svezia ad agente unico; i comandi sono accentrati in un banco di guida brevettato Fiat che comprende il manipolatore principale a due posizioni di cambio in presa e presa diretta con varie posizioni longitudinali di accelerazione, gli invertitori di marcia, le segnalazioni relative ai controlli delle unità accoppiabili a comando multiplo (fino a sei).
Il freno è ad aria compressa con rubinetto di comando Knorr.
Il riscaldamento dell'acqua dei motori e della vettura è assicurato da una coppia di caldaie a gasolio Webasto.